# Кансонар
Кансонар — в казахской культуре удачное время для охоты, когда следы зверя видны на первом снегу (пороше). Во время кансонара охотники брали с собой хищных птиц (беркута, орла и других) и борзых собак. Кансонару посвящены многие казахские пословицы и поговорки; существуют также обычаи, связанные с кансонаром.
Название «Кансонар» носят охотничьи организации.